# Gregory W. Carman

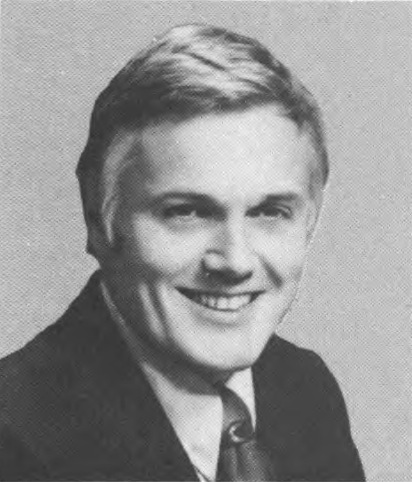
Gregory W. Carman

Gregory Wright Carman (* 31. Januar 1937 in Farmingdale, New York; † 5. April 2020 in Melville) war ein US-amerikanischer Jurist und Politiker. Zwischen 1981 und 1983 vertrat er den Bundesstaat New York im US-Repräsentantenhaus.

## Werdegang
Gregory Wright Carman besuchte öffentliche Schulen. Er war in den Jahren 1956 und 1957 an der Universität von Paris und dem Institut d’études politiques de Paris. Im folgenden Jahr verpflichtete er sich in der US Army und bekleidete dort bis zu seinem Ausscheiden 1964 den Dienstgrad eines Captains. Während dieser Zeit graduierte er 1958 an der St. Lawrence University in Canton mit einem Bachelor of Arts und 1961 an der St. John’s University School of Law in Jamaica mit einem Juris Doctor. Danach graduierte er 1962 an der University of Virginia Law School und der J.A.G. School. Seine Zulassung als Anwalt erhielt er 1961; er begann allerdings erst 1964 in Farmingdale zu praktizieren. Zwischen 1972 und 1980 saß er im Stadtrat (Town Board) von Oyster Bay.
Politisch gehörte er der Republikanischen Partei an. Bei den Kongresswahlen des Jahres 1980 wurde er im dritten Wahlbezirk von New York in das US-Repräsentantenhaus in Washington, D.C. gewählt, wo er am 4. Januar 1981 die Nachfolge von Jerome Ambro antrat. Da er auf eine erneute Kandidatur im Jahr 1982 verzichtete, schied er nach dem 3. Januar 1983 aus Kongress aus.
Am 31. Januar 1983 nominierte ihn Präsident Ronald Reagan als Richter am United States Court of International Trade, um die Vakanz zu füllen, die durch den Tod von Richter Scovel Richardson entstanden war. Seine Nominierung wurde am 2. März 1983 durch den US-Senat bestätigt und er erhielt am selben Tag seine Ernennung. Er hielt 1991 den Posten des Chief Judge kommissarisch und zwischen 1996 und 2003 offiziell. Carman lebte in Farmingdale.